# Edóm
Edóm, nebo též Idumea (hebrejsky אֱדוֹם, česky červený) je oblast mezi Mrtvým mořem a Akabským zálivem. Poprvé zmiňován ve 13. století př. n. l., kdy Edomité (Idumejci) vytvořili vlastní království. V bibli spojováni s Jákobovým bratrem Ezauem. V 5. století př. n. l. vytlačeni arabskými Nabatejci na západ. Pod perskou nadvládou tvořil Edóm jednu eparchii v rámci foinicko-arabské satrapie. Zmínky o Edomitech končí v 1. století n. l. Nejznámějším Idumejcem byl judský král Herodes I. Veliký (Ukrutný). Za jeho vlády se v Betlémě narodil Ježíš Kristus.
V talmudu byl později Edóm ztotožněn s Římany nebo křesťany.

## Historie
Edóm je starověké království v Zajordaní ležící mezi Moábem na severovýchodě a údolím Araba na západě a Arabskou pouští na jihu a východě. Většina jeho bývalého území je nyní rozdělena mezi dnešní jižní Izrael a Jordánsko i se známým údolím Vádí Rum.
Archeologický průzkum ukázal, že národ vzkvétal mezi 13. a 8. stoletím před naším letopočtem a byl zničen po období úpadku v 6. století př. n. l. Babyloňany. Po pádu edomského království byli Edomité zatlačeni na západ směrem k jižnímu Judsku kočovnými kmeny přicházejícími z východu; mezi nimi byli Nabatejci, pouštní národ, kteří se poprvé objevili v historických análech ze 4. století př. n. l. a již v první polovině 2. století př. n. l. si založili vlastní království na dřívějším území Edómu.
Novější vykopávky ukazují, že proces osidlování Edomitů v jižních částech Judského království a částech Negevu až po údolí Timna, začal již před zničením Judského království Nebukadnesarem II. v letech 587/86 př. n. l., a to jak mírovým pronikáním, tak vojenskými prostředky, a využitím již tak oslabeného judského státu. Po vytlačení ze svého území se Edomci usadili během perského období v oblasti zahrnující jižní kopce Judeje až po oblast severně od Be'er Shevy.

## Název
Edóm v pořečtěné verzi je Idumea (řec. Ἰδουμαία, Idoumaía; lat. Idūmaea) a je zmíněna ve Starém zákoně Ez 25, 13 (Kral, ČEP) a v Novém zákoně Mk 3, 8 (Kral, ČEP). 
Hebrejské slovo Edom znamená červený a hebrejská Bible jej spojuje se jménem svého zakladatele Ezaua, staršího syna hebrejského patriarchy Izáka, protože se narodil celý červený:
První vyšel celý červenohnědý a chlupatý jako kožíšek; toho pojmenovali Ezau. Gn 25, 25 (Kral, ČEP)
Ezau dospěl v mladíka a prodal své prvorozenství svému bratru-dvojčeti Jákobovi za mísu čočky Gn 25, 29–34 (Kral, ČEP) a Edomité jsou jeho potomci. Gn 36, 8-9 (Kral, ČEP). Jiný název Edómu je Téman podle Ezauova vnuka Témana. Gn 36, 15 (Kral, ČEP)
Hasmonejci ve 2. století př. n. l. násilně konvertovali Edomity k judaismu a začlenili je do židovského národa - nejznámějším Idumejcem byl judský král Herodes I.Veliký a jeho otec Antipatros.

## V Bibli
Hlavním městem Edómu byla pastevecká Bozra, zmíněná na mnoha místech v Bibli Gn 36, 33 (Kral, ČEP), 1Pa 1, 44 (Kral, ČEP), Iz 34, 6 (Kral, ČEP), Iz 63, 1 (Kral, ČEP), Jer 49, 13 (Kral, ČEP), Am 1, 12 (Kral, ČEP). Původní edomské území se rozkládalo od Sinajského poloostrova až po Kádeš-barnea a dosahovalo až k Eilatu, což byl edomský přístav. Na severu hranici mezi Edómem a Moábem tvořil potok Zered (dnešní Wadi al-Hasa). Ezauovi potomci se usadili v zemi poté, co odtud vytlačili Horejce. Dt 2, 12-14 (Kral, ČEP)

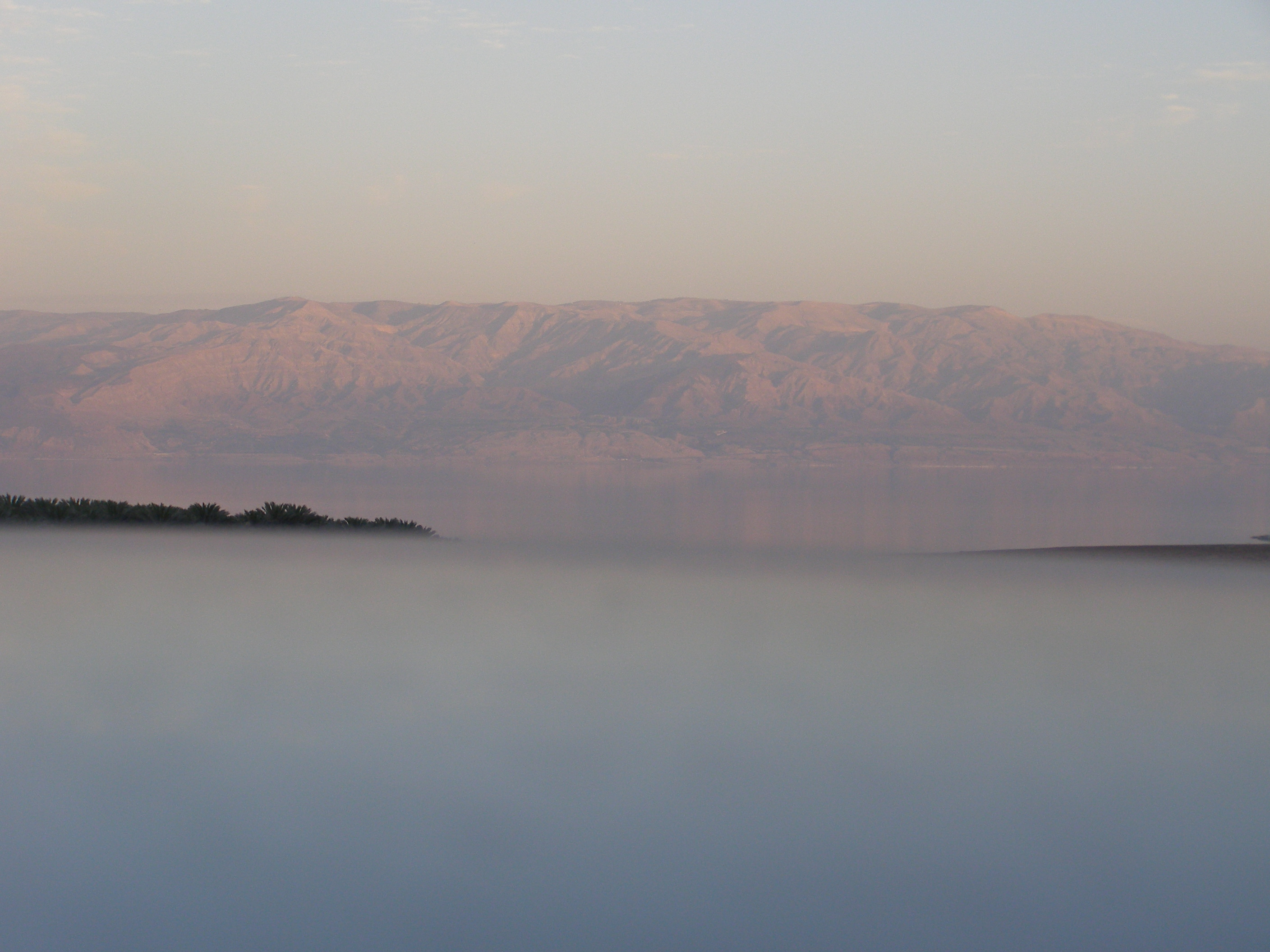
Edómské hory. Pohled z izraelského pobřeží Mrtvého moře.

Edomské území se také nazývalo Seír podle hory Seír (dnešní Jibal ash-Sharah), která byla kultovním místem Edomitů a podle hory je někdy tak nazýván celý edomský národ. V biblické knize Genesis je udán výčet edomských králů "dříve než kraloval král synům izraelským" Gn 36, 31-43 (Kral, ČEP), z nichž Jobab ben Zerah je tradičně identifikován s biblickým Jóbem.
Mojžíš a izraelský lid při svém odchodu z Egypta a dlouhou cestou pouští se dvakrát odvolali na své společné předky a požádali edomského krále o průchod jeho zemí po Královské cestě do Kanaánu, ale král Edomu odmítl dát Izraeli svolení. Nu 20, 14-21 (Kral, ČEP), Dt 2, 4-6 (Kral, ČEP)
Edómce pak porazil král Saul 1Sam 14, 47 (Kral, ČEP) a poté i král David se svým generálem Jóabem v Solném údolí 2Sam 8, 13-14 (Kral, ČEP) a Edom byl nucen se stát izraelským vazalem. Po rozdělení království na dvě monarchie – Judsko a Severní Izrael se Edóm stal závislým na Judském království.
Za časů judského krále Jóšafata obyvatelé hory Seir napadli Judeu ve spojení s Ammónem a Moábem, avšak útočníci se obrátili proti sobě a všichni byli zničeni. 2Pa 20, 10-24 (Kral, ČEP) Potom Edóm znovu revoltoval proti judskému králi Jóramovi. 2Kr 8, 20-22 (Kral, ČEP), 2Pa 21, 8 (Kral, ČEP) Král Amasjáš zaútočil na Edomity a porazil je, zmocnil se Sely (tj. Skála, řec.Petra), ale Izraelci si Edóm nikdy úplně nepodmanili. 2Kr 14, 7 (Kral, ČEP), 2Pa 25, 11-7 (Kral, ČEP)
Za vlády krále Nebukadnesara II. mohli Edomité v letech 587 nebo 586 př. n. l. pomáhat vyplenit obléhaný Jeruzalém a vyvraždit Judejce. Ž 137, 7 (Kral, ČEP), Abd 1, 11-14 (Kral, ČEP). Podle proroků bude s lidmi Edómu vypořádáno během Mesiášovy vlády. Nu 24, 17-18 (Kral, ČEP), Iz 11, 14 (Kral, ČEP), Am 9, 11-12 (Kral, ČEP). Přestože Idumejci ovládali rozsáhlé území na východ a na jih od Mrtvého moře, Izraelci je však měli v opovržení. Ž 60, 10 (Kral, ČEP), Ž 108, 10 (Kral, ČEP)
V Novém zákoně je Idumea zmíněna v evangeliu sv.Marka:
Ježíš se svými učedníky se uchýlil k moři. Šlo za ním množství lidí z Galileje; ale i z Judska, Jeruzaléma, Idumeje, ze Zajordání a z okolí Týru a Sidónu přišlo k němu veliké množství, když slyšeli, co všechno činí. Mk 3, 8 (Kral, ČEP)

## Edómská moudrost
Obyvatelé starověkých jižních zemí včetně Egypta 1Kr 5, 10-11 (Kral, ČEP) a Edómu odedávna prosluli svou moudrostí:
O Edómu. Toto praví Hospodin zástupů: „Což už není v Témanu žádná moudrost? Ztratili rozumní rozvahu? Jejich moudrost je zmařena? Jer 49, 7 (Kral, ČEP)
Zdali v onen den, je výrok Hospodinův, nevyhubím z Edómu mudrce a rozumnost z Ezauovy hory? Abd 1, 8 (Kral, ČEP)

## Idumejská města a ekonomika
Josephus v souvislosti s Horní Idumeou se ve svých dílech Židovské starožitnosti a Židovská válka zmiňuje o městech a vesnicích bezprostředně na jih a jihozápad od Jeruzaléma jako je Hebron, Halhúl,  Bethsura, Begabris (Bayt Jibrin), Bethletephon (Bayt Nattif), Dúrá, Tekoa a Marissa (Maresha). Posledně jmenovaná byla hlavním městem Idumeje po přílivu Idumejců do hornaté oblasti Hebronu, krátce po zániku Judského království a judského exilu v 6. století př.Kr. Archeologické záznamy shromážděné z Marissy, i když převážně idumejského původu, dosvědčují, že region byl pod vlivem řecké, nabatejsko-arabské, fénické, palmýrské a židovské kultury.
Edomské království čerpalo velkou část své obživy z karavanního obchodu mezi Egyptem, Levantou, Mezopotámií a jižní Arábií podél Kadidlové cesty. Edomité často však přepadávali obchodní karavany, které putovaly z Jemenu ke Středozemnímu moři s nákladem vzácného zboží. Pro Edomity byl obchod životně důležitý kvůli nedostatku orné půdy v jejich hornaté a pouštní zemi Jer 49, 16 (Kral, ČEP), a jejich lodě vyplouvaly z přístavů Ejlat a Ezion-Geber po námořních cestách až do Indie. Edóm pravděpodobně vyvážel sůl a balzám (používaný pro parfémy a chrámové kadidlo ve starověkém světě) z oblasti Mrtvého moře. 
Po židovsko-římských válkách Edomité mizí z písemné historie, i když se o zeměpisné oblasti Idumea stále mluví v době svatého Jeronýma.

## Galerie

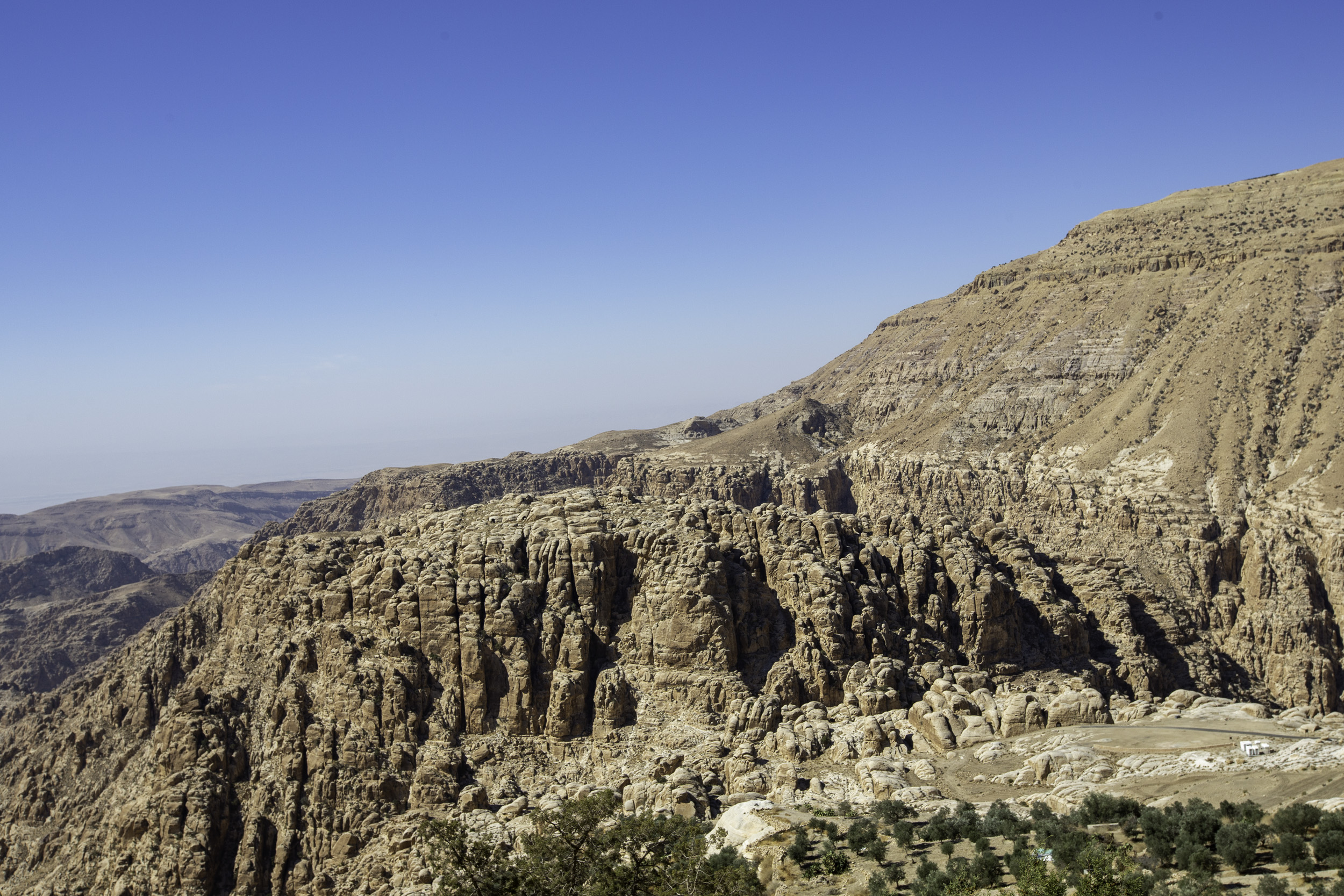
Sela (Edom)
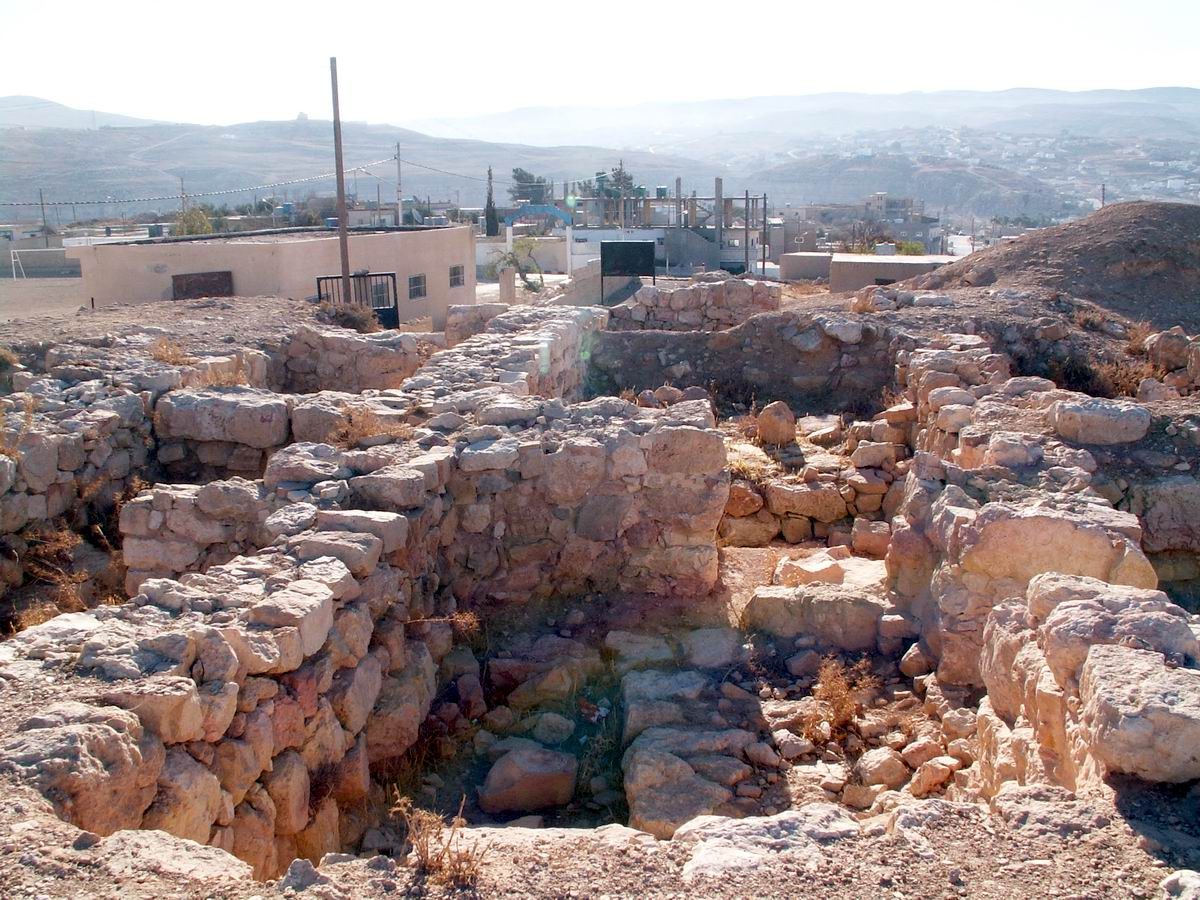
Bosra, hlavní město Edómu – archeologické vykopávky
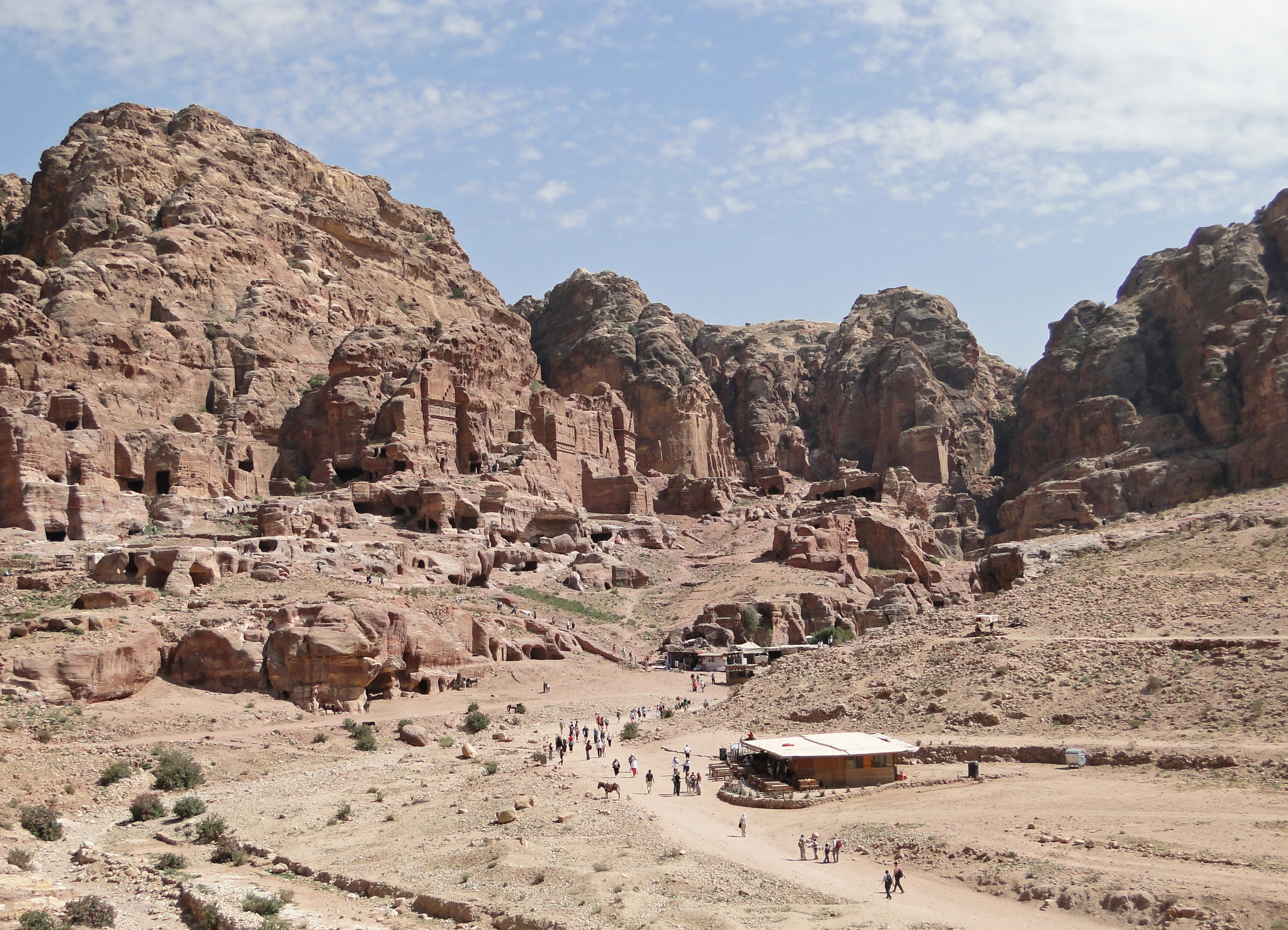
Pohled na skalní město Petra (Sela)
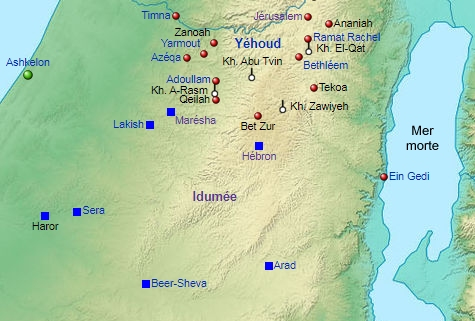
Idumea pod Peršany
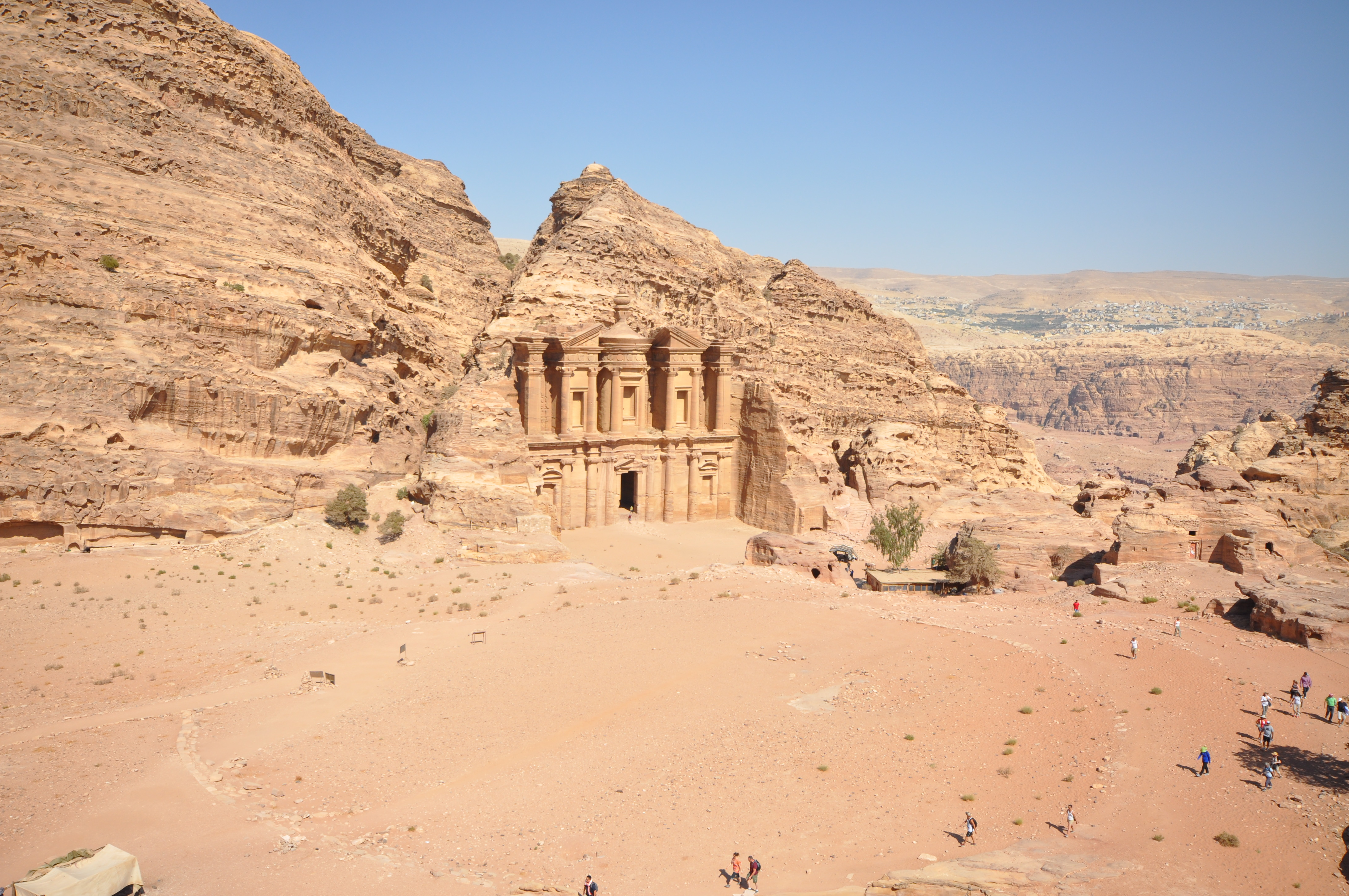
Skalní klášter Ad Deir, Petra – původně hrobka pro krále Obodase
Království Edómu

### Literatura

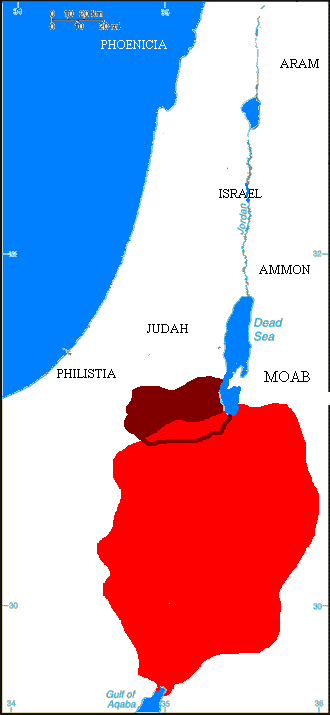
Edómské království – rozloha okolo roku 600 př. n. l. (červená) a 100 př. n. l. (hnědá, Idumea)